# Векслер, Александр Григорьевич
Александр Григорьевич Векслер (25 сентября 1931, Днепропетровск — 5 августа 2016, Москва) — советский и российский учёный-археолог, первый главный археолог Москвы (с 1998 по 2009 год), советник мэра Москвы, профессор, заслуженный работник культуры Российской Федерации, почётный строитель города Москвы, почётный член Российской академии архитектуры и строительных наук, действительный член Академии архитектурного наследия.

## Биография
Родился в Днепропетровске. Отец ― военный, мать ― врач-эпидемиолог. Детство провёл в Москве. В послевоенное время семья обосновалась в Киеве.
В 1954 году окончил исторический факультет Киевского университета по специальности «археология», темой его диплома была «Археология Москвы», по распределению попал в Смоленский исторический музей, где работал археологом.
В 1957—1988 годах работал научным сотрудником, затем заведующим отделом археологии Музея истории и реконструкции Москвы и параллельно руководил Клубом молодых археологов, приобщив к науке более тысячи воспитанников.
В 1988 году возглавил организованный им Центр археологических исследований (ЦАИ) города Москвы.
С 1998 по 2009 год являлся главным археологом Москвы, руководил крупномасштабными археологическими исследованиями в столице: Манежная площадь, Старый Гостиный двор, Коломенское, Царицыно, Лефортово. Благодаря деятельности учёного было найдено самое раннее изображение покровителя Москвы Георгия Победоносца.
Участвовал в создании Музея археологии города Москвы (1997) и археологического музея «Старый Гостиный двор», открывшегося в 2002 году.
С 1999 года несколько лет читал курс «Археология Москвы» на факультете «Музеология» РГГУ.
Автор 15 монографий, научно-популярных книг и более 350 публикаций в области археологии, архитектуры, истории, музеологии и нумизматики. Член Союза архитекторов и Союза журналистов, член учёного совета Российского НИИ теории и истории архитектуры, Музея истории города Москвы, музея-заповедника «Коломенское» и других. 
Благодаря деятельности А. Г. Векслера было зафиксировано более тысячи памятников на территории Москвы, из них 15 памятников были музеефицированы.
Вплоть до своей кончины являлся председателем Научно-методического совета при Департаменте культурного наследия города Москвы.
Похоронен на Донском кладбище Москвы.

## Память

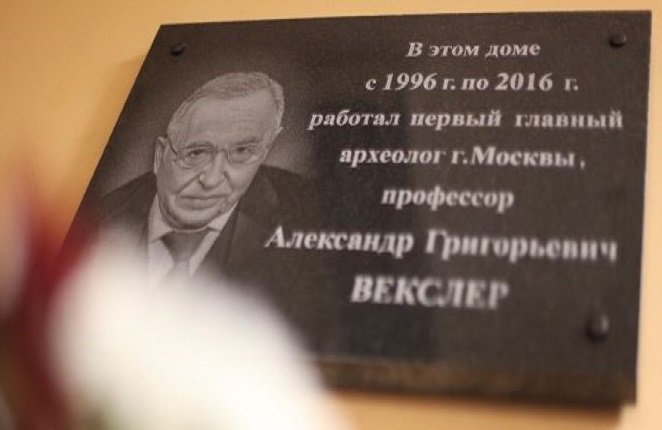
Мемориальная доска памяти А. Г. Векслера

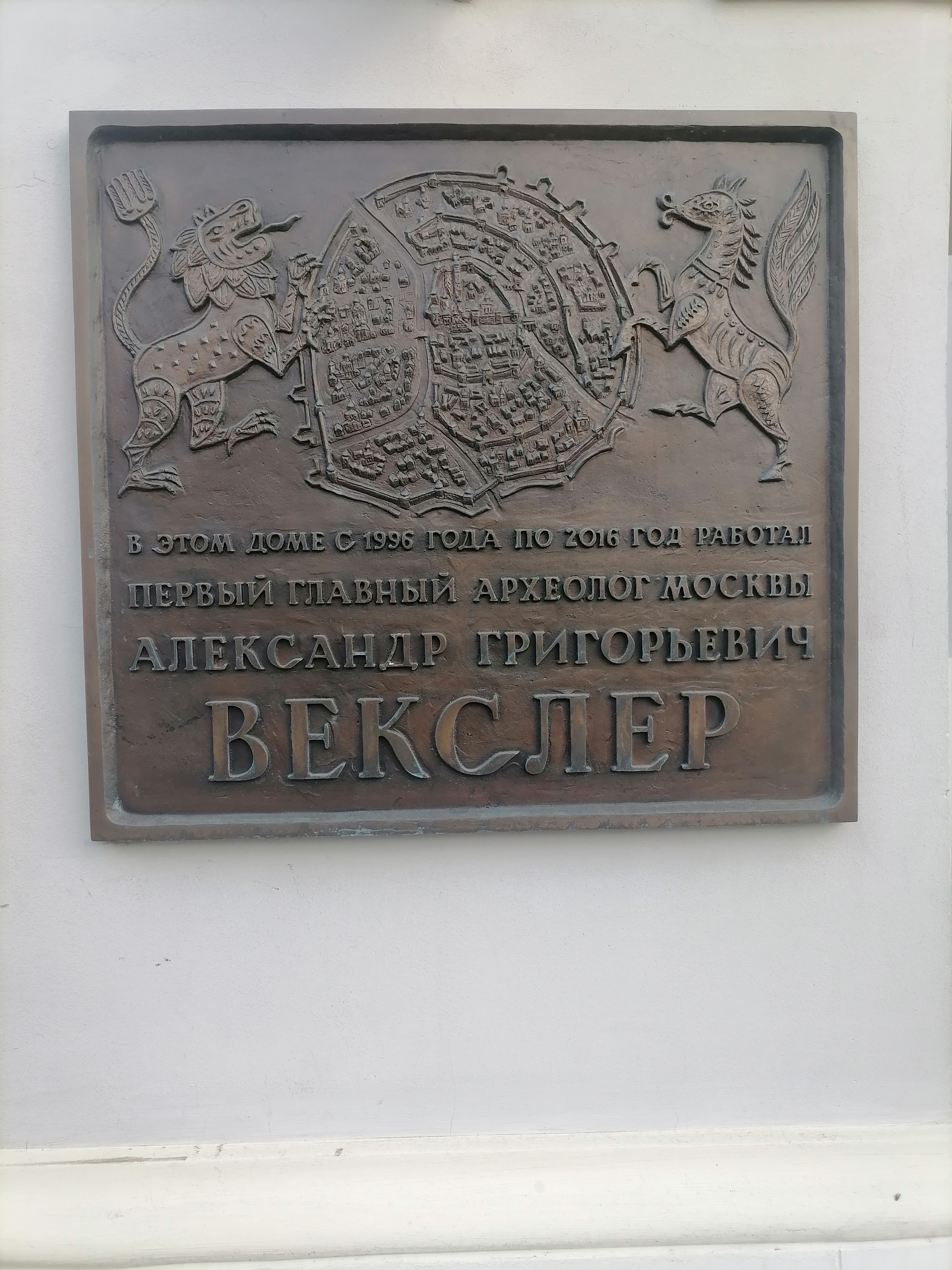
Мемориальная доска на д. 8 по Люсиновской улице

7 декабря 2016 года в доме № 8 по Люсиновской улице (Городская усадьба П. П. Игнатьевой – Н. А. Белкина), в котором с 1996 по 2016 год работал А. Г. Векслер, была установлена мемориальная доска его памяти. В 2018 году Мосгорнаследие запланировало инициировать официальную процедуру согласования установки доски уже на фасаде здания, и она была открыта 23 сентября 2021 года.
С 2016 года Департамент культурного наследия города Москвы проводит ежегодную научно-практическую конференцию памяти А. Г. Векслера.

## Заслуги и звания
Награды:
- Медаль «За трудовое отличие»,
- Орден Почёта, 2007 г.,
- Знак отличия «За заслуги перед Москвой», 2009 г.[18],
- Медаль «В память 850-летия Москвы»,
- Медаль «В память 1000-летия Казани»,
- Нагрудный знак «Почётный строитель Москвы»,
- Орден Российской Геральдической палаты «За профессиональную честь, достоинство и почетную деловую репутацию» I-ой степени;
- Орден Международной независимой наградной организации «Святого Станислава».

Лауреат:
- конкурсов Правительства Москвы на лучшую реставрацию, реконструкцию памятников архитектуры и других объектов историко-градостроительной среды Москвы 1994—2003 годы;
- смотра-конкурса Правительства Москвы на лучший реализованный проект за 1996—1998 годы;
- премии им. архитектора А. Гутнова — за лучшую разработку в области градостроительства в Москве — 1998 год;
- премии «Золотое сечение» за 1999 и 2005 годы;
- Московского смотра на лучшее произведение архитектуры за 2001 и 2002 годы;
- национальной премии «Достояние поколений» — за вклад в сохранение археологического культурного наследия России — 2006 год;
- всероссийской премии «Хранители наследия» — за выдающиеся заслуги в номинации «Открытия» в 2010 году;
- конкурса Правительства Москвы на лучший проект в области сохранения и популяризации объектов культурного наследия «Московская реставрация — 2016» За большой вклад в изучение и сохранение археологического наследия Москвы (посмертно)[19].

## Избранные работы
- Векслер А.Г. Москва в Москве: История в недрах столицы. 2-е изд., доп. и перераб. - М.: Московский рабочий, 1982.
- Векслер, А. Г. 10 маршрутов по Москве. — 2-е. — М.: Московский рабочий, 1985.
- Векслер А.Г., Мельникова А.С. Московские клады. [2-е изд., перераб. и доп.]. - М.: Моск. рабочий, 1988.
- Векслер А.Г. О некоторых находках рельефных изразцов в Москве // Коломенское. Материалы и исследования. Вып. 5. Ч. 2. М., 1993. С. 138–148.
- Беляев Л.А., Векслер А.Г. Археология средневековой Москвы (итоги исследований 1980—1990-х годов) // Российская археология. 1996. № 3. С. 106-133.
- Векслер А.Г., Мельникова А.С. Российская история в московских кладах. М. : Жираф, 1999. ISBN 5-89832-008-3
- Векслер А.Г., Беркович В.А. Археологическое изучение Замоскворечья // Российская археология. 2003. № 4. С. 116—128.
- Векслер А.Г., Беркович В.А. Монастырские и церковные кладбища XVI–XVII веков. Раскопки и наблюдения Центра археологических исследований г. Москвы. 1989–1997 годы. // РСН-1. Отв. ред. и сост. Л.А. Беляев. М., 2006. С. 51–81.
- Спасательная археология Москвы: избранные статьи и материалы / А. Г. Векслер. Москва: Вече, 2006. 319 с. ISBN 5-9533-1737-9
- Векслер А.Г., Лихтер Ю.А. Стеклянные бусы из раскопок в Москве // В сборнике: Археология Подмосковья Энговатова А.В. Материалы научного семинара. Москва, 2008. С. 62-68.
- Векслер А.Г. Раскопки на Великом посаде: теплые торговые ряды. Москва: Триумф принт, 2009. 223 с. ISBN 978-5-8125-1340-5
- А. Г. Векслер, В. Ю. Пирогов. Археологические исследования в Лефортовском парке Архивная копия от 17 мая 2017 на Wayback Machine. // Кадашевские чтения. Сборник докладов конференции. Выпуск 6 —М.: О-во сохранения лит. наследия; Издательство ОРПК «Кадашевская Слобода». 2010. С. 58-69.
- Векслер А.Г., Егоров К.А. Белокаменные надгробия с надписями (По результатам работ на исторических церковных и монастырских кладбищах Москвы) // Вопросы эпиграфики. Вып. 5. М., 2011. С. 272—321.
- Векслер А. Г. Манеж и Манежная площадь Москвы: Горизонты истории. — М.: Вече, 2012. — 144 с. — 3000 экз. — ISBN 978-5-9533-4664-1.
- Векслер А.Г., Гусаков М.Г., Патрик Г.К. Гончарство Москвы по материалам археологических раскопок на Ильинке и старом Гостином Дворе // Археология Подмосковья Материалы научного семинара. Ответственный редактор: А.В. Энговатова. 2014. С. 426—451.
- Векслер А.Г., Гусаков М.Г. К вопросу о поздней стадии Дьяковской культуры // Археология евразийских степей. 2017. № 4. С. 257—286.